# Pontificia Academia de Teología

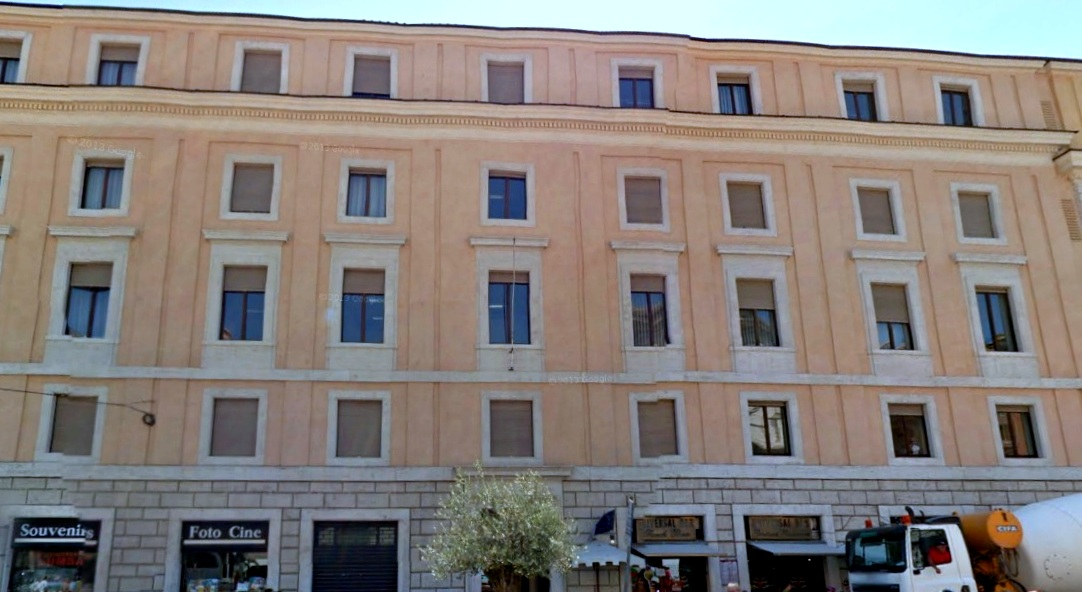
Via della Conciliaziones, Ciudad del Vaticano.

La Pontificia Academia de Teología (en italiano: Pontificia Accademia di Teologia) es una sociedad científica fundada en 1718 y es una Pontificia Academia. Está situado en Via della Conciliazione, Ciudad del Vaticano, Roma.

## Historia
La Pontificia Academia de Teología fue fundada por Clemente XI en 1718 y fomentada por Benedicto XIII, Clemente XIV, y luego por Gregorio XVI, quien el 26 de octubre de 1838 redactó sus estatutos. El 28 de enero de 1999 el Papa Juan Pablo II renovó los estatutos. La finalidad de la Academia es formar teólogos bien formados y promover el diálogo entre la fe y la razón, presentando el mensaje cristiano de manera que responda a las necesidades de nuestro tiempo, para que el mensaje de Cristo se encarne en todos la vida y la cultura de los pueblos.